# KSBニュース アットホーム6
『KSBニュース アットホーム6』（ケイエスビーニュース アットホームシックス）は、1987年10月19日から1989年3月31日まで、瀬戸内海放送で夕方に生放送されていたローカルワイドニュース番組である。
1989年4月、それまで19時20分から放送されていた『ニュースシャトル』が18:00開始になるのに伴い、ローカルニュースが同番組に内包されることになり、番組は終了。

## 放送時間
- 毎週月曜 - 金曜 18:00 - 18:30 （1987年10月19日 - 1989年3月）

## 出演者
- 山西俊行
- 市原照代